# Rik Riordan
Rik Riordan (engl. Rick Riordan) je autor serijala knjiga za decu Persi Džekson i bogovi Olimpa. Poznat je i kao pisac romana za odrasle u žanru misterije. Urednik je knjige O polubogovima (The Demigod Files), zbirke eseja o serijalu Persi Džekson i bogovi Olimpa. Idejni je tvorac književnog serijala Tridesetdevet tragova (The 39 Clues).

## Biografija
Rođen je 5. juna 1964. u San Antoniju, u državi Teksas. Diplomirao je engleski jezik i književnost i istoriju na Teksaskom univerzitetu u Ostinu. Pre nego što je počeo profesionalno da se bavi pisanjem, petnaest godina je radio kao nastavnik engleskog jezika i istorije u privatnim i državnim srednjim školama u Kaliforniji i u San Antoniju. Živi u San Antoniju sa suprugom i dvojicom sinova.

## Bibliografija knjiga za decu
- Serijal Persi Džekson i bogovi Olimpa
  - Kradljivac munje
  - More čudovišta
  - Titanova kletva
  - Bitka za lavirint
  - Poslednji bog Olimpa
  - O polubogovima
- Serijal 39 tragova
- Serijal Heroji Olimpa
  - Izgubljeni heroj
  - Sin Neptuna
  - Atinino obeležje
  - Kuća Hada
  - Krv Olimpa
- Serijal Kejnove hronike
  - Crvena piramida
  - Vatreni tron
  - Senka zmije
- Serijal Magnus Čejs i bogovi Asgarda
  - Mač leta
  - Torov čekić
- Serijal Apolonova iskušenja
  - Skrivena proročica
  - Tamno proročanstvo

## Nagrade
- 2005  za Kradljivac munje
- 2006  za More čudovišta
- 2008  za Kradljivac munje
- 2009  za More čudovišta
- 2009  za Kradljivac munje

## Spoljašnje veze
- Zvanični sajt Rika Riordana